# University of Arusha
Die University of Arusha (UoA) ist eine staatlich anerkannte private Universität in Arusha (Tansania), die nach der Philosophie der Siebenten-Tags-Adventisten betrieben wird.  Im Studienjahr 2016/17 unterrichteten 57 Dozenten rund 1600 Studenten.

## Lage
Die Universität liegt 24 Kilometer östlich von Arusha, nördlich von Usa River, an der Grenze des Arusha-Nationalparks.

## Geschichte
Im Jahr 1970 wurde eine geistliche Ausbildungsstätte für die Gemeindearbeiter der Siebenten-Tags-Adventisten in Ikizu gegründet. 1975 wurde diese mit dem Heri Krankenhaus in Kigoma zum Arusha Adventist Seminary (AAS) verbunden und an den neuen Standort bei Usa River transferiert. Drei Jahre später erfolgte die Aufwertung zum College und 1992 die Umbenennung zum Tanzania Adventist College (TAC). Dieses wurde 1996 der Griggs Universität in den Vereinigten Staaten von Amerika und 1998 der Universität von Ostafrika in Baraton in Kenia angegliedert. Die Umwandlung in eine eigenständige Universität dauerte beginnend mit 2003 mehrere Jahre. 2004 wurde sie vorläufig registriert und 2006 vollständig akkreditiert.

## Studienangebote
Die Universität ist in zwei Fakultäten gegliedert:
- Erziehungswissenschaft und Betriebswirtschaft
- Theologie

## Zusatzangebote
Die Universität bietet folgende Dienstleistungen an:
- Wohnheime: Es gibt Unterkünfte für männliche und weibliche Studenten. Jedes Zimmer hat einen Arbeitsbereich.
- Mensa: Die Mensa bietet vegetarische Speisen.
- Gesundheitsdienste: Auf dem Campus ist ein Arzt ansässig.

## Rangliste
Von EduRank wird die Universität als 28. in Tanzania, als Nummer 774 in Afrika und 12.662 weltweit geführt (Stand 2021).